# Wikariat apostolski Méndez
Wikariat Apostolski Méndez (łac. Apostolicus Vicariatus Mendezensis) (hiszp. Vicariato apostólico de Méndez) – wikariat apostolski Kościoła rzymskokatolickiego w Ekwadorze. Jest podległy bezpośrednio pod Stolicę Apostolską. Został powołany w 1893 roku jako Méndez y Gualaquiza, zaś w 1951 roku zmieniono nazwę na Méndez.

## Administratorzy

### Wikariusze apostolscy Méndez y Gualaquiza
- Giacomo Costamagna S.D.B. 1895 – 1919
- Domenico Comin S.D.B. 1920 – 1951

### Wikariusze apostolscy Méndez
- Domenico Comin S.D.B. 1951 – 1963
- José Félix Pintado Blasco S.D.B. 1963 – 1981
- Teodoro Luis Arroyo Robelly S.D.B. 1981 – 1993
- Pietro Gabrielli S.D.B. 1993 – 2008
- Néstor Montesdeoca Becerra S.D.B. 2008 -